# Dialog om de två världssystemen
Dialog om de två världssystemen (italienska: Dialogo sopra i due massimi sistemi del mondo) är en bok skriven av Galileo Galilei år 1632 där han ställde en geocentrisk världsbild mot en heliocentrisk världsbild, alltså huruvida jorden eller solen var universums medelpunkt.
Boken hade stöd av påven, Urban VIII, som beundrade Galilei. Påven bad dock Galilei att vara objektiv och inte framhäva den heliocentriska världsbilden. Dessutom bad han att hans egna åsikter skulle tas med. Endast det senare följdes av Galilei som lade påvens ord i den geocentriska världsbildens försvarare Simplicio, som ofta framstår som lite enfaldig. Urban VIII blev så stött av detta att han tog bort sitt skydd av boken. Galilei själv lär dock inte gjort detta av elakhet och stod helt oförstående till påvens ställningstagande. 
Utan påvens skydd kunde Galilei ställas inför rätta år 1633 av storinkvisitorn och blev då tvungen att avsvära sig vad som ansågs vara en kättersk lära. Romersk-katolska kyrkan upphävde bannlysningen av boken 1835.

### Fotnoter
1. ↑  The Trial of Galileo: A Chronology Arkiverad 5 februari 2007 hämtat från the Wayback Machine.